# نادي بلشينا بوبرويسك
نادي بلشينا بوبرويسك لكرة القدم (بالبيلاروسية: ФК Белшына Бабруйск)‏ هو نادي كرة قدم بيلاروسي مقره في بوبرويسك.

## تاريخ

### تغييرات الاسم
- 1977: تأسس تحت اسم شينيك بوبرويسك
- 1996: اعيد تسميته إلى بلشينا بوبرويسك

## ألقاب شرفية
- الدوري البيلاروسي الممتاز
  - الفائز (1): 2001
  - الوصيف (1): 1997
  - المركز الثالث (2): 1996، 1998
- كأس بيلاروسيا
  - الفائز (3): 1997، 1999، 2001

## وصلات خارجية
- الموقع الرسمي